# Fernanda Lessa
Fernanda Lessa (Rio de Janeiro, 15 aprile 1977) è una top model, showgirl e disc jockey brasiliana.

## Biografia
È nata a Rio de Janeiro nel 1977. Top model di professione, ha iniziato la carriera nella sua città natale e poi si è trasferita a New York nel 1996. Per sei anni ha sfilato sia per il pret-a-portèr a New York, Milano e Parigi, che per l'haute-couture di Parigi e Roma. È apparsa in tutto il mondo sulle copertine dei mensili Vogue, Marie Claire, Elle, GQ, Maxim. È diventata famosa in Italia per diversi spot  e campagne pubblicitarie, in particolare la campagna Telecom Italia con Christian Vieri e Valentino Rossi, ma anche per Armani, L'Oréal, Swatch, Campari, Alfa Romeo, Samsung, Revlon, Victoria's Secret e Fina.
Negli anni duemila lavora nella televisione italiana partecipando ad alcuni programmi televisivi. Nel 2002 affianca Paolo Bonolis nella conduzione di Moda Mare a Porto Cervo e Piero Chiambretti in quella degli Italian Music Awards. Nel 2003 le viene affidata la conduzione del programma televisivo Oltremoda su Rai 1. Il 4 maggio 2004 conduce per una sera assieme ad Alena Šeredová e Natasha Stefanenko le Iene su Italia 1. Nell'autunno del 2006 partecipa come concorrente alla quarta edizione del reality show di L'isola dei famosi, venendo eliminata nel corso della seconda puntata con il 56% dei voti. 
Parallelamente, nel 2004 fa il suo esordio come DJ all'Heineken Jammin Festival e negli anni successivi esporta il suo DJ set a Miami, Ibiza, Parigi, San Paolo e in tutta Italia, e pubblica alcune compilation. 
Dopo vari anni di assenza dalle scene pubbliche per problemi di tossicodipendenza e alcolismo, in cui è apparsa solo saltuariamente come ospite in alcune trasmissioni televisive, nel 2019 torna in televisione. Dall'8 gennaio 2020 prende parte come concorrente alla quarta edizione del Grande Fratello VIP, condotto da Alfonso Signorini su Canale 5, venendo eliminata nel corso della diciottesima puntata al televoto.

## Vita privata
Nel 2001 ha partorito un bambino, morto dopo pochi giorni per una malformazione cardiaca. 
È stata compagna di Boosta, tastierista dei Subsonica, con cui ha avuto due figlie. Dal 14 aprile 2017 è sposata con Luca Zocchi, imprenditore.
Ha avuto una relazione di due anni con Bobo Vieri.

## Agenzie
- Match Picture Italia

## Programmi TV
- Moda mare a Porto Cervo (Canale 5, 2002) Co-conduttrice
- Italian Music Awards (Rai 2, 2002) Co-conduttrice
- Oltremoda (Rai 1, 2003) Conduttrice
- Le Iene (Italia 1, 2004) Conduttrice per una puntata
- L'isola dei famosi 4 (Rai 2, 2006) Concorrente
- Ciao Darwin (Canale 5, 2019)
- Grande Fratello VIP 4 (Canale 5, 2020) Concorrente

## Pubblicità
- Alice (2008, 2014-2015)
- Campari (2011)
- Armani Jeans (2014)
- Coconuda (2019)

## Discografia
- 2006 – Glamset By Fernanda Lessa (Stefano Cecchi Records)
- 2007 – Fernanda Lessa's Collection - Electro Style (Universal Records)